# 22 (число)
Вижте пояснителната страница за други значения на 22.
Двайсет и две (също и двадесет и две) е естествено число, предхождано от двайсет и едно и следвано от двайсет и три. С арабски цифри се записва 22, а с римски – XXII. Числото 22 е съставено от двукратно изписаната цифра от позиционните бройни системи – 2 (две).

## Математика
- 22 е четно число.
- 22 е съставно число.
- 22 е безквадратно число.
- Десетичната дроб 22/7 е най-близкото съотношение до π, затова cos(22) ≈ -1.
- 22 е репдиджит (число, съставено от една и съща цифра).
- 22 е палиндромно число (еднакво при прочитане и в двете посоки), както и квадратът му – 22² = 484.
- 22 = 1⁴+3²+2³+4¹

## Други факти
- Химичният елемент под номер 22 (с 22 протона в ядрото на всеки свой атом) e титан.
- 22 са звездите върху логото на Парамаунт Пикчърс след 1974 (първоначалното лого от 1917 е с 24).
- „Параграф 22“ е роман на американския писател Джоузеф Хелър; а параграф 22 е станало идиом за парадокс.
- На 22 административни единици, наречени единни власти, е разделен Уелс.